# Taman Sari (Rumpin)
Taman Sari is een bestuurslaag in het regentschap Bogor van de provincie West-Java, Indonesië. Taman Sari telt 12.615 inwoners (volkstelling 2010).